# Pachymetopius docoratus
Pachymetopius docoratus är en insektsart som beskrevs av Matsumura 1914. Pachymetopius docoratus ingår i släktet Pachymetopius och familjen dvärgstritar. Inga underarter finns listade i Catalogue of Life.